# Alto da Boa Vista
L'Alto da Boa Vista és un barri de la ciutat de Rio de Janeiro, a Brasil. Acull el famós Crist Redemptor. És habitat per gent de classe alta. El barri se situa dalt del Maçico da Tijuca, una cadena de muntanyes i de turons on també hi ha el Parc Nacional de Tijuca, i que divideix la ciutat en Nord, Sud, Oest i zones centrals. Té igualment com llocs d'interès, la Gávea Pequena (residència oficial de l'alcalde de la ciutat) i la Vista Chinesa.
Es registren les temperatures més baixes de la ciutat de Rio de Janeiro, en totes les èpoques de l'any. El seu clima suau respecte a la resta de la ciutat, és tant pel fet d'estar situat a una altitud mitjana de tres-cents metres, com pel fet de ser totalment envoltat pel bosc atlàntic.

## Història i característiques
A la primera meitat del segle xix hi havia moltes granges de plantació de cafè, en forma de grans explotacions. Aquestes plantacions van provocar la desforestació i la devastació dels seus turons. Més tard, a l'època de Dom Pedro II, cap a 1857, un ministre de l'Imperi va crear un decret d'expropiació de les terres, on van ser replantades milers d'espècies autòctones. La replantació del bosc van tenir el suport del major Manuel Gomes Archer, nomenat per l'emperador per satisfer aquesta tasca immensa. Aquest va ser el primer gran projecte ecològic en un moment en què aquesta qüestió no era encara un envit mundial. A la segona meitat del segle xix, hi havia moltes cases d'estrangers, pel clima més suau, i per estar separat del nucli urbà on les epidèmies s'escampaven amb freqüència. Des del començament del segle xix, el barri ha estat demandat pels que preferien un lloc amb un clima suau, i lluny de l'agitació de la ciutat.
Avui al barri hi ha moltes grans cases i hotels particulars. Contràriament a alguns barris de la ciutat de la qual les atraccions són les platges, l'Alto da Boa Vista té un altre atractiu. Situat a les muntanyes d'una regió de vegetació densa, l'ambient és certament diferent. El lloc és envoltat de bonics paisatges, de boscos i també de boniques vistes de la costa. Formen part del barri: uns bonics paisatges, petits rius i salts d'aigua pintorescos.

## Apogeu i decadència
Entre els habitants més famosos del districte a la segona meitat del segle xix es pot citar l'escriptor José d'Alencar, un dels principals propagandistes de districte. Entre els estrangers que hi vivien, el pintor Nikolay A. Taunay i la seva família, que vivien en una modesta casa a prop de la petita cascada. Al segle xx es van construir moltes cases i cases pairals. A més de classe mitjana alta, hi residien molts magnats.
Als dos últims decennis del segle xx, el barri ha patit un cert retrocés. Alguns residents afortunats i hereus no podien ja permetre's el luxe d'una altra època, i han posat a la venda moltes propietats. Diverses cases han estat transformades en empreses, i llogades per fer casaments i esdeveniments socials. La inseguretat dels dos últims decennis ha sorprès també una part dels seus habitants, la qual cosa demanava un règim de seguretat costós i de vegades ineficaç. L'emergència de nous barris propers, com Barra da Tijuca ha inspirat un estil de vida diferent per a les noves generacions, i ha contribuït també a buidar en part aquest barri. Finalment, les ocupacions irregulars,anomenades faveles, han contribuït igualment a una devaluació de les propietats i a una pèrdua de prestigi del barri pels més rics.

## Galeria
|  |

|  |  |

|  |  |